# Pang på pungen i Portugal
Pang på pungen i Portugal är The Kristet Utseendes andra album. Det utgavs 1996.

## Låtlista
1. The Power of Christ Compels You Pt. 1: Circle of Sin (Intro)
2. En manlig brud till Satan
3. Club Raki Türkiye
4. Under den perverse maharadjans sol
5. Det var Satans fel
6. Pang på pungen i Portugal
7. The Power of Christ Compels You Pt. 2: Dansar med ormar
8. Täckt av säd
9. Quinna
10. De gröna svamparnas syra-man
11. Jesus jugend
12. Birds for the Mind/Packad av brock
13. Pudrad fjolla vid königens hof
14. Boegmunken
15. Bomb!